# Георги Дреников
Георги Стоименов Дреников е български офицер (полковник).
Участва като младши командир в Първата световна война и летец, достига до длъжността командир на Въздушните войски на България във Втората световна война. Спортист и организатор на авиационния спорт безмоторно летене.

## Биография
Георги Дреников е роден на 15 януари 1897 година в с. Рила в семейството на Стоимен (Томас) и Еленка Дреникови. На 1 октомври 1915 година постъпва във Военното на Н.В. училище, което завършва през януари 1917 година с 38-и нишки боен випуск.
По свое лично желание Георги Дреников е зачислен в 44-ти пехотен полк от Втора пехотна тракийска дивизия. През майската офанзива (5 – 9 май) в участъка при Завоя на Черна ротата дава 52% загуби (убити и тежко ранени). Дреников е произведен в чин подпоручик и назначен за командир на ротата. За успешно проведена щурмова патрулна атака получава званието „Храбрецът на „Завоя на Черна“ дадено му лично от генерал Тодоров. На 21 декември 1917 г. е награден с трети орден за храброст. На 11 април 1918 г. официално получава от командира на XI германска армия, генералът от пехотата фон Щойбен втори железен кръст за неговия героизъм проявен при патрулно щурмовата атака на 13 декември 1917 г. За една година на фронта подпоручик Георги Дреников е награден с 3 ордена за храброст (един войнишки като кандидат офицер и два офицерски IV степен първа и втора класа като подпоручик), 2 германски железни кръста II степен, орден за заслуга на германския император Вилхелм II и орден Червеният кръст. Служи в 27-и пехотен чепински полк.
След войната през 1919 година постъпва в кавалерийската школа на Военното училище и през 1920 година постъпва във 2-ри конен полк в Лом. През 1922 година е преместен в 3-ти конен полк в Пловдив, където е началник на подофицерската конна школа, от края на 1925 година е преведен на служба в 4-та жандармерийска конна група в Ямбол. Там след полет със самолет окончателно решава да стане летец. Учи в Аеропланното училище (от 1940 година: Въздушно училище при Въздушните на Н.В. войски) в Казанлък, през 1928 година взема втори пилотски изпит и получава бревет № 56 за пилот-авиатор.
Капитан Георги Дреников постъпва на летище Божурище. Там става началник на летателното поле и командир на 3-то разузнавателно ято с 12 броя самолета Албатрос C.III. От 1930 до средата на 1932 година е началник на Техническия отдел на Въздухоплаването, включващ и Държавната аеропланна работилница в Божурище. Като инструктор през лятото на 1930 година ръководи занятия на моторни летци в Аеропланното училище и от 1931 г. е летец изпитател на произвежданите в България ДАР-1, ДАР-3, ДАР-5, ДАР-6, полските самолети PZL, германския Хайкел 45 и др. През 1932 г. е назначен за началник-снабдяване във Въздухоплаването.
Като интендант на Въздухоплаването непосредствено участва при създаването на летищата в Пловдив, Граф Игнатиево, Карлово и високото крайгранично летище Орлино в Родопите. От началото на 1934 година е командир на 1-ви армейски орляк с учебни самолети КБ-2УТ, а след 19 май 1934 година е назначен за директор на Въздухоплаването. От 1935 г. служи във 2-ри армейски орляк, същата година отново е върнат в 1-ви армейски орляк. От 1936 г. е щаба на ВВ., а през 1937 г. е назначен за командир на 3-ти смесен орляк.
През пролетта на 1939 година подполковник Дреников е назначен за командир на новосъздадения Въздушен учебен полк с щаб на летище Казанлък. През 1940 е назначен за временен началник на Военновъздушните школи. През март 1941 година е назначен от щаба на войската за началник на групата за връзка при VIII германски въздушен корпус с командир генерал Фрайхер фон Рихтхофен. За активното си участие е награден с най-високото германско отличие за принос във въздухоплаването – орден „Белият орел“ в степен командирски кръст. През 1942 година е назначен за командир на учебните части, които са дислоцирани в Казанлък и на други 10 летища.
Вероятно завист към блестящата кариера на полковник Дреников е повод командирът на Въздушните войски да поиска неговата оставка. След 28 години непрекъсната служба е принуден да напусне българската войска.
След уволнението си Дреников се свързва с активистите на Военния съюз Крум Лекарски и Владимир Стойчев и му е възложено да координира участието на военновъздушната база в Телиш в предстоящия Деветосептемврийски преврат.
След успеха на преврата от 9 септември 1944 година поради огромния авторитет и безспорните качества на командир, полковник Дреников заема генералска длъжност – става командир на Въздушните на Н.В. войски. По онова време на разположение на Въздушните войски са летищата, учебните бази, противовъздушната отбрана, 443 летци и 330 самолета. С действията си Дреников допринася да се избегнат хаосът и анархията, да бъдат освободени арестуваните офицери от новата власт, да се заздрави дисциплината и да се повдигне бойният дух на армията, така необходими за участието на българската войска в предстоящите военни действия. Амбициите на капитан Ганчо Манчев, съден за конспиративна комунистическа дейност през 1935 година, водят до това, че Дреников е освободен от длъжността на 23 октомври 1944 година, а Ганчо Манчев, набързо произведен в чин генерал-майор, поема командването на Въздушните войски.
Уволняването му от армията е начало за арести, малтретиране в милицията и изправяне пред Народния съд. Народният съд в Казанлък го осъжда на 15 години строг тъмничен затвор, конфискация на имуществото, лишаване от пенсия. След излизане от затвора следват отново преследване, пак затвор – във Варна, и лагер на остров Белене. Умира на 6 ноември 1980 година.
През службата си във Въздушните на Н.В. войски полковник Георги Дреников е летял на 40 типа моторни и 17 типа безмоторни самолети, като има повече от 3500 летателни часа.
На 8 май 2002 година министърът на отбраната е поискал реабилитиране и посмъртно повишаване в звание генерал-майор на о.з. полковник Георги Дреников за службата му в българската войска.

## Бойни отличия
За 9 месеца на фронта през 1917 година подпоручик Дреников е награден с 3 ордена „За храброст“ (1 войнишки и 2 офицерски II степен), орден за заслуга към германския император Вилхелм II и орден на Червения кръст. Кавалер е на 25 български и чуждестранни ордени.

## Спортни успехи
Активно участва в конни състезания през 1922 година в Пловдив, София и Сливен, където печели награди по дисциплините конкурипик, стипъл чейз, дресировка.
В Пловдив е основател на скаутския отряд „Аспарух“ и председател на спортния клуб „Бенковски“. Председател е и на обединените спортни клубове „Бенковски-Победа“ в Пловдив и там поставя национален рекорд на дисциплината бягане с препятствия на 110 метра.
Пилот-авиаторът Георги Дреников е сред инициаторите за създаване на безмоторното летене в България. Интерес към този спорт проявява още като курсист в Аеропланното училище, но от 1929 година организира курсове и практически занятия с летци, техници и студенти с построените в ДАР през 1925 година 2 безмоторни самолети. Първият курс по безмоторно летене за любители на въздушните спортове е проведен под негово ръководство през септември 1930 година на хълма Църква, северно от село Симеоново край София, до тогавашния Американски колеж. От контактите си с полски производители на самолети успява да получи безплатно документация и лиценз за построяването в България на 3 броя планери тип „Комар“.
През август 1935 година майор Дренски учи в германското безмоторно училище Грюнау край гр. Хиршберг в Силезия, където взема лиценз за безмоторен летец клас „С“. След полет с планера „Грюнау Беби 2“ над 3 часа, получава и лиценз за инструктор по безмоторно летене. С официалните си права на инструктор организира, открива и ръководи Първото училище за безмоторно летене в България, наречено „Рилски Орел“. Първите практически занятия училището провежда на бърдото край Брезник през август-септември 1935 година.
На 4 август 1936 година по време на XI олимпийски игри в Берлин с българския безмоторен самолет „Рилски Орел“ (построен по лиценз на полския „Комар“), на летище Щаакен до Берлин, майор Г. Дреников печели бронзов олимпийски медал. Това е първото олимпийско отличие за България в този спорт, въпреки че безмоторното летене не е включено в олимпийските игри. Масовостта обаче на този въздушен спорт в Германия го поставя като национален и победителите са наградени с олимпийски медали.
През юни 1937 година на Първото световно първенство по безмоторно летене във Васеркупе майор Дреников с полет с германски планер „Кондор“ печели своята втора награда – сребърен медал. За времето това е най-високата спортна награда за български спортист.

## Автор на песни
Освен професионалните задължения и спортни участия, в окопите край Черна създава текста на бойния кавалерийски марш „На стреме, сабий за атака“. През 1924 година написва химна на спортния клуб „Бенковски“, а в Авиационното училище по време на обучението си написва Химна на българските летци.

## Семейство
Родолюбивото семейство Дреникови семейство подкрепя синовете си да участват в българската армия на фронта по време на Първата световна война – Георги като офицер, а Димитър като доброволец. Последният е редник в 1-ви пехотен Софийски полк и след тежко раняване на англо-френския фронт при Червената стена край Битоля умира в болница в София.

## Военни звания
- Подпоручик (1 август 1917)
- Поручик (30 юни 1919)
- Капитан (1 април 1927)
- Майор (6 май 1935)
- Подполковник (6 май 1939)
- Полковник (3 октомври 1942)